# Eleições parlamentares europeias de 2009 (Eslováquia)
As eleições parlamentares europeia de 2009 na Eslováquia realizaram-se a 6 de junho e, serviram eleger os 14 deputados nacionais ao Parlamento Europeu.

## Resultados Oficiais
| Partido                 | Partido                                               | Votos     | %               | +/-   | Deputados | +/-     |
| ----------------------- | ----------------------------------------------------- | --------- | --------------- | ----- | --------- | ------- |
|                         | Direção - Social-Democracia                           | 264 722   | 32,01 / 100,00  | 15,12 | 5 / 13    | 2       |
|                         | União Democrata-Cristã                                | 140 426   | 16,98 / 100,00  | 0,11  | 2 / 13    | 1       |
|                         | Partido da Coligação Húngara                          | 93 750    | 11,33 / 100,00  | 1,91  | 2 / 13    | Estável |
|                         | Movimento Democrata Cristão                           | 89 505    | 10,87 / 100,00  | 5,32  | 2 / 13    | 1       |
|                         | Movimento por uma Eslováquia Democrática              | 74 241    | 8,97 / 100,00   | 8,07  | 1 / 13    | 2       |
|                         | Partido Nacional Eslovaco                             | 45 960    | 5,55 / 100,00   | 3,54  | 1 / 13    | 1       |
|                         | Solidariedade e Liberdade                             | 39 016    | 4,71 / 100,00   | Novo  | 0 / 13    | Novo    |
|                         | Partido Verde                                         | 17 482    | 2,11 / 100,00   | Novo  | 0 / 13    | Novo    |
|                         | Democratas Conservadores - Partido Cívico Conservador | 17 409    | 2,10 / 100,00   | Novo  | 0 / 13    | Novo    |
|                         | Partido Comunista                                     | 13 643    | 1,65 / 100,00   | 2,89  | 0 / 13    | Estável |
|                         | Fórum Livre                                           | 13 063    | 1,57 / 100,00   | 1,68  | 0 / 13    | Estável |
|                         | Outros                                                | 17 165    | 2,08 / 100,00   |       | 0 / 13    |         |
| Votos Inválidos         | Votos Inválidos                                       | 26 751    | 3,13 / 100,00   | 1,48  |           |         |
| Total                   | Total                                                 | 852 517   | 100,00 / 100,00 |       | 13 / 13   | 1       |
| Eleitorado/Participação | Eleitorado/Participação                               | 4 345 773 | 19,64 / 100,00  | 2,68  |           |         |
| Fonte                   | Fonte                                                 | [ 1 ]     | [ 1 ]           | [ 1 ] | [ 1 ]     | [ 1 ]   |